# Inna Hengari
Inna Koviao Hengari (nascida em 2 de fevereiro de 1996) é uma política namibiana, líder estudantil e jovem activista. Membro do Movimento Democrático Popular, ela tornou-se membro da Assembleia Nacional em 20 de março de 2020, a mais jovem desde McHenry Venaani em 2004. Anteriormente, ela actuou como vice-presidente do SRC da UNAM e da União de Estudantes da Namíbia .

## Juventude e activismo estudantil
Hengari nasceu em 1996 no centro da Namíbia. Criada por um progenitor solteiro, ela frequentou o ensino fundamental em Okahandja e o ensino médio em Otjiwarongo . Em 2015, ingressou na Universidade da Namíbia, em Ciências Políticas . Enquanto estava na universidade, ela começou a escrever colunas políticas e críticas ao lado de Joseph Kalimbwe em 'Astute Conversation' do jornal Namibian Sun, iniciada pelo seu conferencista Job Amupanda .
Em 2016, ela tornou-se politicamente activa na política estudantil na Universidade, sendo eleita em organizações estudantis como Membro do Comité de Habitação antes de ser eleita Vice-Presidente do SRC da UNAM. Em 2018, Hengari ingressou no Sindicato de Estudantes da Namíbia, onde mais tarde foi nomeada vice-presidente. Ela deu crédito a McHenry Venaani e Amupanda como os seus mentores directos.

## Política
Depois de se formar na Universidade da Namíbia em 2019, Hengari ingressou no Movimento Democrático Popular como pesquisadora parlamentar. No mesmo ano, ela foi incluída na lista parlamentar do partido e mais tarde eleita para o parlamento depois de o partido ter conquistado 16 cadeiras no 7º Parlamento.